# Metabolický syndrom
Metabolický syndrom (MS) je odborný termín, který zaštiťuje řadu rizikových faktorů nebo nemocí, které se často vyskytují společně a které vedou k předčasným komplikacím zdravotního stavu. Je známý také jako syndrom X, Reavenův syndrom, syndrom inzulínové rezistence či smrtící kvarteto. Za patofyziologický podklad metabolického syndromu je považována inzulínová rezistence. Syndrom ve svém důsledku vede k rozvoji diabetu 2. typu a předčasným komplikacím oběhového systému, jako ateroskleróza, infarkt myokardu, mozková mrtvice apod. Nebezpečí metabolického syndromu tkví především v tom, že se člověk necítí nemocný, žádný faktor ho neomezuje v běžném životě a tím pádem nemá potřebu ani vůli dodržovat režimová opatření a pravidelně užívat léky.

## Příčiny
Metabolický syndrom se vyvíjí v čase u jedinců s genetickou predispozicí při nevhodném životním stylu, tj. při nadměrném energetickém příjmu a nedostatečné pohybové aktivitě.

## Definice
Metabolický syndrom je diagnostikován dle definice NCEP ATP III, pokud pacient splňuje tři nebo více z následujících pěti diagnostických kritérií:
- obvod pasu > 102 cm u mužů, > 88 cm u žen
- TAG > 1,7 mmol/l
- HDL < 1 mmol/l u mužů, < 1,3 mmol/l u žen
- TK > 130/85 mmHg (překročení v kterékoli z hodnot. Překročení obou hodnot je ovšem stále počítáno jako jediné kriterium)
- Glykemie > 5,6 mmol/l

Metabolický syndrom je diagnostikován dle definice IDF, pokud obvod pasu překračuje 94 cm u mužů, resp. 80 cm u žen (absolutní podmínka) a dále pacient splňuje alespoň dvě z následujících
- TAG > 1,7 mmol/l
- HDL < 1 mmol/l u mužů, < 1,3 mmol/l u žen
- TK > 130/85 mmHg (překročení v kterékoli z hodnot. Překročení obou hodnot je ovšem stále počítáno jako jediné kriterium)
- Glykemie > 5,6 mmol/l

## Složky metabolického syndromu
- abdominální obezita
- vysoký krevní tlak
- vysoká hladina triacylglycerolu
- nízká hladina HDL cholesterolu
- diabetes melitus 2. typu

### Obezita
Obezita je jedním ze základních faktorů rozvoje MS. V praxi není důležitý celkový podíl tukové tkáně, ale její rozložení. Mluvíme o abdominální obezitě – nahromadění tuku v oblasti břicha. Za rizikové hodnoty se považuje obvod pasu větší než 80 cm/ženy a 94 cm/muži. Vysoké riziko metabolických komplikací značí 88 cm/ženy a 102 cm/muži.

### Krevní tlak
Krevní tlak, který se dlouhodobě pohybuje nad hranicí 140/90 mmHg, je opět rizikovým faktorem. Za ten se považuje i už nastavená léčba vysokého krevního tlaku. Hodnota krevního tlaku by u pacienta s MS neměla přesahovat 130/85 mmHg.

### Triacylglyceroly
Tyto základní složky živočišných tuků a rostlinných olejů by v organismu neměly mít vyšší hodnotu než 1,7 mmol/l. Také platí, že čím nižší věk, tím by i hladina triacylglycerolů měla být nižší. Koncentrace se dají ovlivnit převážně nízkotučnou dietou a dále léky, především, ze skupiny fibrátů.

### HDL cholesterol
HDL, tedy "hodný" cholesterol, se podílí na transportu cholesterolu z tkání, kde se ukládá, zpět do jater, kde je zpracován. Jeho nízké hladiny (ženy pod 1,3 mmol/l, muži pod 1,0 mmol/l) jsou rizikové pro rozvoj aterosklerózy. V úvahu se samozřejmě bere i celkový cholesterol (neměl by být nad 6 mmol/l) a poměr HDL:LDL cholesterolů. Koncentrace cholesterolu lze ovlivnit dietou a léky, především ze skupiny statinů. Tyto snižují hodnoty celkového cholesterolu, nejnovější léky z této skupiny i zvyšují hodnoty HDL cholesterolu.

### Diabetes melitus 2. typu
Toto onemocnění je především stav, kdy tkáně nedokážou reagovat na inzulín a glukóza se špatně dostává do buněk. Taky se nazývá inzulínová rezistence. Většinou se odhalí orálním glukózovým tolerančním testem. Hladiny glukózy se nalačno musí pohybovat do 5,6 mmol/l. Při odhalení by se pacientovi měly rovnou dát léky snižující inzulínovou rezistenci (metformin) a ne se jen spoléhat na dietu. V současné době existuje několik skupin léků, které zlepšují stav.

## Prevalence metabolického syndromu
V severoamerické populaci, kde byl metabolický syndrom zkoumán nejvíce, se vyskytuje v průměru u 24 % populace starší 20 let, přičemž prevalence stoupá s věkem: Od 7 % u 20letých až po 40 % u osob starších 60 let.
V ČR byla prevalence měřena u osob v rozmezí 24-65 let, kde dosáhla v průměru 32 % u mužů a 24 % u žen. Ve skupině nad 65 let byl výskyt v ČR u každého pohlaví ještě vyšší.